# 1889 Pakhmutova
1889 Pakhmutova (1968 BE) là một tiểu hành tinh vành đai chính được phát hiện ngày 24 tháng 1 năm 1968 bởi L. Chernykh ở Nauchnyj. Tên của nó được đặt theo tên của nhà soạn nhạc Liên Xô là Aleksandra Pakhmutova.